# 寬頷裸胸鱔
寬頷裸胸鱔，又稱寬頷裸胸鯙，為輻鰭魚綱鰻鱺目鯙亞目鯙科的其中一種，分布於東太平洋的加利福尼亞灣海域，棲息深度396-406公尺，體長可達46.9公分，為底棲性魚類，屬肉食性，生活習性不明。

## 擴展閱讀
維基物種上的相關：寬頷裸胸鱔